# Stigmaphyllon peruvianum
Stigmaphyllon peruvianum är en tvåhjärtbladig växtart som beskrevs av Franz Josef Niedenzu. Stigmaphyllon peruvianum ingår i släktet Stigmaphyllon och familjen Malpighiaceae. Inga underarter finns listade i Catalogue of Life.